# Parti fasciste de Saint-Marin
Le Parti fasciste de Saint-Marin (PFS) était le parti politique de Saint-Marin en lien avec le mouvement fasciste italien.

## Histoire du parti
Le parti a été fondé le 10 août 1922 par Giuliano Gozi (en) qui représentait la petite classe moyenne de la République de Saint-Marin ; en septembre 1922, une équipe fasciste dévasta la Casa del Popolo à Serravalle et au cours du même mois une équipe fasciste d'Italie entra à Saint-Marin pour capturer Giuseppe Giulietti, un réfugié de la République. Giulietti réussit à s'enfuir mais sa maison fut dévastée.
Aux élections de 1923, le parti se présenta avec un programme similaire au Parti national fasciste, à caractère antidémocratique, il y eut d'ailleurs de nombreux épisodes de violence contre l'opposition. La même année, le Grand Conseil général fut dissous, transformé en Conseil Princier et Souverain, alors même que toutes les organisations socialistes de Saint-Marin avaient été interdites en novembre 1922. Le 1er octobre 1923, une régence pro-fasciste est élue, le quotidien socialiste Il Titano est dissous et la violence contre l'opposition continue. À l'image du socialiste Gino Giacomini (it), qui pour éviter de se faire frapper, se barricada dans sa maison de Borgo Maggiore et dans la nuit du 14 octobre fuit la république en compagnie d'autres socialistes pour se réfugier à Rome, où il est resté jusqu'à la chute de régime. En 1926, la liste patriotique a été formée, composée principalement de fascistes avec une petite représentation de catholiques, et tous les partis d'opposition ont été dissous, à l'instar du reste de l'Italie ; le régime est alors établi, et jusqu'en 1938, la seule liste du PFS est présentée aux élections.
La loi électorale est passée du système proportionnel à la majorité et 46 conseillers ont été affectés à la liste majoritaire, tandis que le cinquième restant (12 conseillers) a été réparti entre les listes majoritaires et minoritaires. Le manque de cohésion interne a conduit à une nouvelle approche du Parti national fasciste, faisant perdre une partie de son indépendance à Saint-Marin, au point que Mussolini a pu faire construire le chemin de fer Rimini-Saint-Marin, aux frais de l’État italien (dont la convention est signée le 26 mars 1927, les travaux, quant à eux, ont commencée le 3 décembre 1928).
Le journal officiel, Il Popolo Sammarinese (it) (inspiré du Popolo d'Italie), a commencé à paraître en 1926, la même année que la visite de Mussolini dans le pays. En juin 1933, l'ancien capitaine régent Ezio Balducci, fasciste dissident, dénoncé pour avoir tenté un coup d'État à Saint-Marin, est arrêté à Rome et immédiatement libéré de prison. Le prétendu coup d'État a été défini par les autorités italiennes comme « un fantasme absurde ». Le procès s'est tenu à Saint-Marin en juillet 1933, après que les peines pour les crimes contre l'État se soient durcies (loi du 15 juillet 1933, n 11, art 3) :
« Quiconque effectue du repérage avec des étrangers pour commettre des actes d'hostilité contre l'État de Saint-Marin ou pour commettre d'autres actes visant le même but est puni d'un emprisonnement de huit à dix ans tant que le fait ne constitue pas un crime majeur. »
En décembre 1933, une loi attribue au Conseil du XII, organe judiciaire de troisième instance, la compétence de juger les crimes contre l’État (comme ce fut le cas en Italie avec le Tribunal spécial pour la défense de l’État ). En mars 1934, Balducci et d'autres conspirateurs présumés sont ainsi condamnés de quatre à vingt ans de travaux forcés, peines qui ne seront jamais exécutées et seront annulées en 1945.
En 1942, une loi de "défense de la race" fut promulguée, semblable aux lois raciales fascistes en vigueur en Italie depuis 1938 et en Allemagne nazie depuis 1935.
Le 28 juillet 1943, trois jours après la chute du fascisme en Italie, le Conseil Princier et Souverain est dissous par un "Comité de la Liberté", marquant la fin du fascisme de Saint-Marin et entraînant la désertion des principaux politiciens fascistes de leurs fonctions publiques.
De janvier à septembre 1944, le parti fasciste de la République de Saint-Marin fut reconstitué dans le pays, qui tomba définitivement à la suite de la percée de la ligne gothique par la 8e armée britannique en septembre 1944, suivie du retour des libertés démocratiques et, en 1945, du début de la purge et la célébration du procès de 49 fascistes de Saint-Marin.

## Secrétaires du PFS
- Giuliano Gozi (it) (1922-1943) : chef du parti fasciste de la République de Saint-Marin de janvier à septembre 1944

## Résultats électoraux

### Élections législatives
| Elections | Elections                     | Votes | Résultats | Sièges de conseillers |
| 1923      | Conseil Princier et Souverain | 1 442 | 97,2 %    | 60/60                 |
| 1926      | Conseil Princier et Souverain | 2 444 | 99,99%    | 60/60                 |
| 1932      | Conseil Princier et Souverain | 2 573 | 100%      | 60/60                 |
| 1938      | Conseil Princier et Souverain | 2 916 | 100%      | 60/60                 |

En 1926, les deux capitaine-régents (Giuliano Gozi et Ruggero Morri) en fonction font partie de droit de la nouvelle législature, ainsi, seulement 58 conseillers sont élus. La participation au vote était de 90%.